# Landschaftsschutzgebiet Himmenhagen / Erlenbruch
Das Landschaftsschutzgebiet Himmenhagen / Erlenbruch mit einer Flächengröße von 14,41 ha liegt nordwestlich Freienohl im Stadtgebiet von Meschede im Hochsauerlandkreis. Dort wurde 1994 mit dem Landschaftsplan Meschede durch den Kreistag des Hochsauerlandkreises als Landschaftsschutzgebiet (LSG) mit einer Flächengröße von 9,5 ha und dem Namen Landschaftsschutzgebiet Himmenhagen nordwestlich Freienohl ausgewiesen. 1994 erfolgte die Ausweisung als Landschaftsplangebiet vom Typ B, Kleinflächiger Landschaftsschutz. Bei der Neuaufstellung des Landschaftsplanes Meschede wurde das LSG mit verändertem Namen erneut ausgewiesen und etwas vergrößert. Es besteht aus zwei Teilflächen.
Das LSG ist eines von 67 Landschaftsschutzgebieten in der Stadt Meschede. In der Stadt gibt es ein Landschaftsschutzgebiet vom Typ A, 34 Landschaftsschutzgebiete vom Typ B und 32 Landschaftsschutzgebiete vom Typ C. Dieses Landschaftsschutzgebiet wurde 2020 als LSG vom Typ C, Wiesentäler und bedeutsames Extensivgrünland, ausgewiesen. Das LSG gehört zum Naturpark Sauerland-Rothaargebirge.

## Beschreibung
Im LSG befinden sich landwirtschaftliche Grünlandbereiche. Das LSG liegt am nordwestlichen Stadtrand von Meschede zwischen der A 46 und der L 541 (ehemals B 7). Die Teilflächen des LSG sind durch eine Autobahnanschlussstelle getrennt. Die Teilfläche Himmenhagen grenzt östlich an das Naturschutzgebiet Ennecker Bruch. Das LSG ist durch eine intensivere Freizeit-Nutzungen belastet. Das betrifft insbesondere Teichanlagen, Schuppen und Feuchtgrünlandbeweidung mit Pferden. Das soll eine dem Feuchtstandort abträgliche Nutzung begrenzen und das ökologische Flächenpotenzial durch eine angepasste Extensivnuzung zur Entfaltung zu bringen. Die südliche Teilfläche Erlenbruch hat vergleichbare Standortvoraussetzungen, ist aber durch den Autobahnbau und die Verrohrung eines Siepens beeinträchtigt.
Zum Wert des LSG führt der Landschaftsplan auf: „Trotz des im Detail suboptimalen Zustands sind beide Teilflächen als potenzielles Feuchtgrünland erhaltenswürdig.“

## Schutzzweck
Zum Schutzzweck der LSG vom Typ C Wiesentäler und bedeutsames Extensivgrünland im Landschaftsplangebiet Meschede führt der Landschaftsplan auf: „Entwicklung, Erhaltung und Ergänzung eines Grünlandbiotop-Verbundsystems in den Talauen, das Tieren und Pflanzen Wanderungs- und Ausbreitungsmöglichkeiten schafft und damit der Erhaltung der Leistungsfähigkeit des Naturhaushalts dient; Sicherung der gliedernden und belebenden Wirkung offener Grünland-Lebensräume im Landschaftsbild des waldreichen Plangebietes (insbes. südlich der Ruhrachse); Erhaltung der Nutzungsfähigkeit der Naturgüter durch den Schutz fruchtbarer Talböden vor Erosion; Schutz von Feucht- und Magergrünlandstandorten, die zumindest eine potenzielle Bedeutung für den Biotop- und Artenschutz haben; Umsetzung der Entwicklungsziele 1.1, 1.4 und tlw. 1.5 zur Erhaltung und Verbesserung des landschaftsökologischen und -ästhetischen Wertes der einbezogenen Freiflächen; entsprechend dem Schutzzweck unter 2.3.1 auch Ergänzung von strenger geschützten Teilen dieses Naturraums durch den Schutz ihrer Umgebung vor Eingriffen, die den herausragenden Wert dieser Naturschutzgebiete und Schutzobjekte mindern könnten (Pufferzonenfunktion).“
Laut Landschaftsplan handelt es sich bei den „Grünland-LSG“ um Gebiete, die neben den NSG zu den landschaftlich wertvollsten Teilen des Plangebietes gehören. Zum einen handelt es sich um Talauen und Unterhänge von Kerbtälern, die dem Biotopverbund der Fließgewässersysteme dienen und das Standortpotenzial für – meist feuchtigkeitsgeprägte – artenreiche Grünlandgesellschaften aufweisen. Zum anderen werden mit dieser Festsetzung einige magere Grünlandstandorte erfasst, die ebenfalls ein erhöhtes Arten- und Biotopschutzpotenzial aufweisen und als strukturreiche kleine Kulturlandschaftsausschnitte die umgebende, geringer strukturierte Landschaft bereichern. Insbesondere  Fließgewässerabschnitte fallen häufig, wie bei diesem LSG, unter dem gesetzlichen Biotopschutz nach § 30 BNatSchG. Im LSG gilt ein Verbots einer dauerhaften Grünlandumwandlung in andere Nutzungsarten. Eine Erstaufforstung und eine Anlage von Weihnachtsbaumkulturen ist verboten.